# JBW
Pour les articles homonymes, voir JBW (homonymie).
JBW est un constructeur artisanal britannique de voitures de sport et de monoplaces, ayant notamment disputé cinq Grands Prix de championnat du monde entre 1959 et 1961, avec pour meilleur résultat une treizième place obtenue par Brian Naylor lors du Grand Prix de Grande-Bretagne 1960.

## Origines
Dans les années 1950, le pilote amateur John Brian Naylor dispute des courses de Formule 2 et d'endurance sur des voitures préparées par son mécanicien Fred Wilkinson. Mécontent de la Maserati 150S qu'il a acquise, trop lourde pour les sinueux circuits britanniques, il en récupère le moteur pour le monter sur un châssis de Lotus Eleven, ce qui lui permet d'obtenir neuf victoires dans des épreuves sportives régionales en 1956. 
L'année suivante, Wilkinson greffe un moteur de Maserati 200S sur la Lotus ; avec cette version deux litres, Naylor obtient d'excellents résultats dans sa catégorie, s'illustrant notamment au premier Grand Prix de Spa avec le record du tour et une victoire de catégorie). 
Une jambe cassée causée par un accident à Goodwood en septembre met fin à la saison de Naylor. La voiture étant détruite, Wilkinson propose à son pilote de construire leur propre châssis, sous le nom de JBW (JB pour John Brian, W pour Wilkinson), techniquement proche de celui de la Lotus, récupérant le moteur et la boîte de vitesses Maserati. Cette première JBW-Maserati dispute la saison 1958 en sport et obtient une quinzaine de victoires dont une par Stirling Moss au Danemark, Naylor lui ayant prêté sa voiture après une casse mécanique de sa Maserati.

## Formule 1

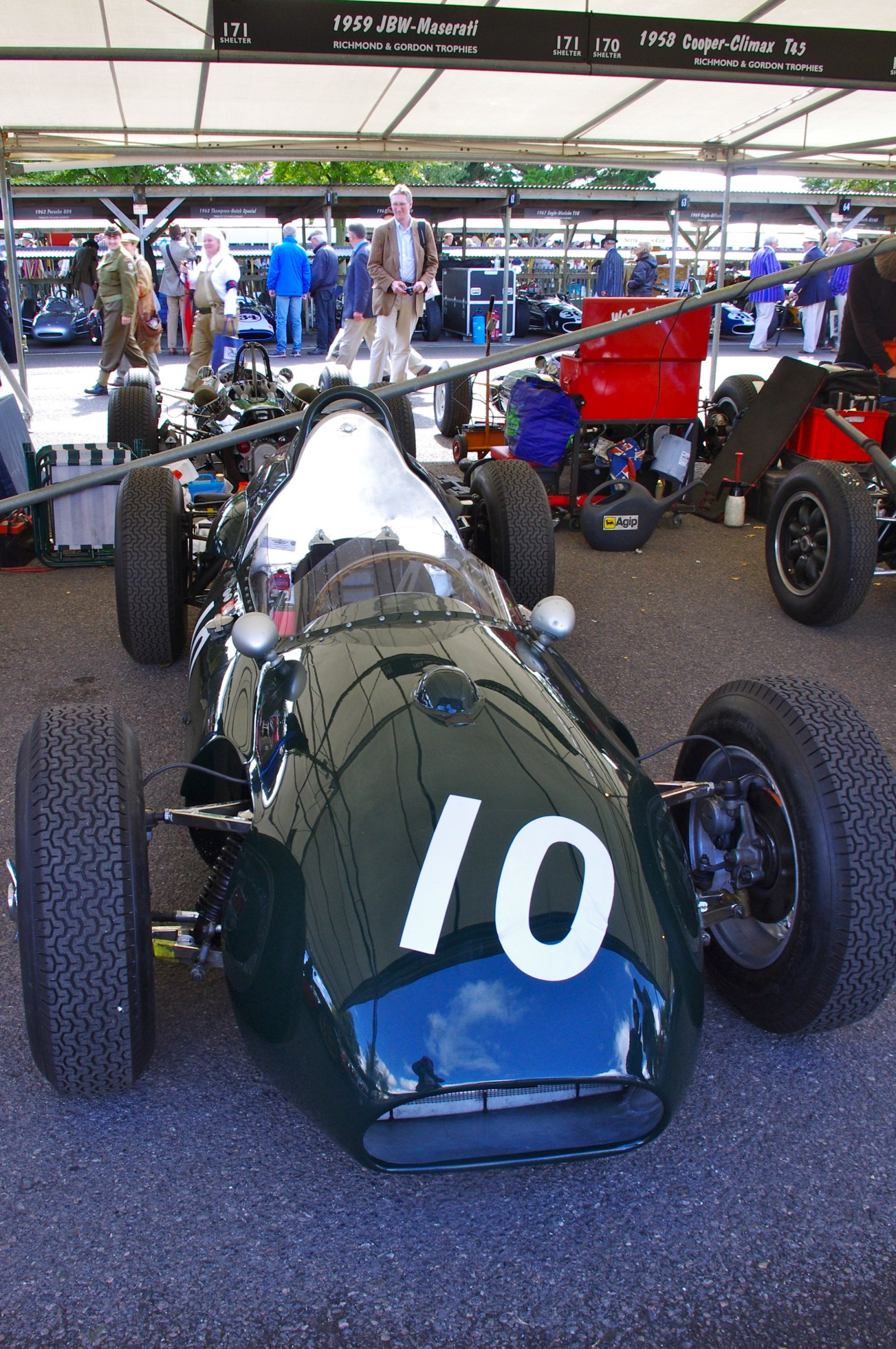
La JBW Typ1 à moteur Maserati

Encouragés par leurs succès en sport, Naylor et Wilkinson décident de créer leur propre monoplace de Formule 1, avec un châssis très proche de la Cooper T45 que Naylor pilotait en Formule 2. 
Ils y adaptent un moteur de Maserati 250S. Cette JBW-Maserati Typ1 ne participe qu'à trois courses, en 1959. Naylor la fait débuter au BRDC International Trophy à Silverstone mais un bris de boîte de vitesses le contraint à l'abandon. 
Les débuts en championnat du monde ne sont guère plus heureux, un problème de transmission mettant fin à sa prestation lors du Grand Prix de Grande Bretagne 1959. Enfin, lors de l'International Gold Cup à Oulton Park, Naylor sort de la route aux essais et ne peut participer à la course. 
La saison en endurance est également décevante avec une JBW à moteur Ferrari trois litres.
La Typ1 est à nouveau utilisée pour la saison 1960, sans résultat notable pour Naylor, qui a toutefois la satisfaction de se classer au Grand Prix de Grande Bretagne, à la treizième place. 
La nouvelle réglementation de la Formule 1 conduit à la construction d'une nouvelle monoplace pour 1961, la Typ2 à moteur Maserati 1500 cm³ et boîte de vitesses Colotti, monoplace une nouvelle fois copiée sur les dernières Cooper. La voiture s'avère beaucoup plus lente que ses concurrentes ; Naylor ne fait que quelques courses à son volant, les dernières avec un moteur Coventry Climax à la place du Maserati, et met un terme à sa carrière sportive à la fin de la saison.

## Résultats en championnat du monde de Formule 1
| Saison | Écurie    | Châssis                 | Moteur                                         | Pneus  | Pilotes      | Grands Prix disputés | Points inscrits | Classement |
| ------ | --------- | ----------------------- | ---------------------------------------------- | ------ | ------------ | -------------------- | --------------- | ---------- |
| 1959   | JB Naylor | JBW Typ1 59             | Maserati 4 en ligne                            | Dunlop | Brian Naylor | 1                    | 0               | n.c.       |
| 1960   | JB Naylor | JBW Typ1 59             | Maserati 4 en ligne                            | Dunlop | Brian Naylor | 3                    | 0               | n.c.       |
| 1961   | JBW Cars  | JBW Typ1 59 JBW Typ2 61 | Maserati 4 en ligne Coventry Climax 4 en ligne | Dunlop | Brian Naylor | 1                    | 0               | n.c.       |